# Robert Budzynski
Robert Budzynski (Calonne-Ricouart, 1940. május 21. – 2023. július 17.) francia válogatott labdarúgó.

## Pályafutása

### Klubcsapatban
1958 és 1963 között a Lens csapatában játszott. 1963 és 1969 között a Nantes játékosa volt, melynek tagjaként bajnoki címeket (1965, 1966) szerzett, illetve 1965-ben megnyerte a francia ligakupát és a szuperkupát.

### A válogatottban
1965 és 1967 között 11 alkalommal szerepelt a francia válogatottban. Részt vett az 1966-os világbajnokságon.

## Sikerei, díjai
Nantes
- Francia bajnok (2): 1964–65, 1965–66
- Francia ligakupa (1): 1964–65
- Francia szuperkupa (1): 1965

## Statisztika

### Mérkőzései a francia válogatottban
| Franciaország | Franciaország        | Franciaország                    | Franciaország | Franciaország | Franciaország | Franciaország | Franciaország | Franciaország  |
| #             | Dátum                | Helyszín                         | Hazai         | Eredmény      | Vendég        | Kiírás        | Gólok         | Esemény        |
| ------------- | -------------------- | -------------------------------- | ------------- | ------------- | ------------- | ------------- | ------------- | -------------- |
| 1.            | 1965. október 9.     | Párizs, Parc des Princes         | Franciaország | 1 – 0         | Jugoszlávia   | vb-selejtező  | -             |                |
| 2.            | 1965. november 6.    | Marseille, Stade Vélodrome       | Franciaország | 4 – 1         | Luxemburg     | vb-selejtező  | -             |                |
| 3.            | 1966. március 19.    | Párizs, Parc des Princes         | Franciaország | 0 – 0         | Olaszország   | barátságos    | -             |                |
| 4.            | 1966. június 5.      | Moszkva, Lenin-stadion           | Szovjetunió   | 3 – 3         | Franciaország | barátságos    | -             |                |
| 5.            | 1966. július 13.     | London, Wembley Stadion (ENG)    | Mexikó        | 1 – 1         | Franciaország | vb-csoportkör | -             |                |
| 6.            | 1966. július 15.     | London, White City stadion (ENG) | Uruguay       | 2 – 1         | Franciaország | vb-csoportkör | -             |                |
| 7.            | 1966. július 20.     | London, Wembley Stadion          | Anglia        | 2 – 0         | Franciaország | vb-csoportkör | -             |                |
| 8.            | 1966. szeptember 28. | Budapest, Népstadion             | Magyarország  | 4 – 2         | Franciaország | barátságos    | -             | Csapatkapitány |
| 9.            | 1966. október 22.    | Párizs, Parc des Princes         | Franciaország | 2 – 1         | Lengyelország | Eb-selejtező  | -             | Csapatkapitány |
| 10.           | 1966. november 11.   | Brüsszel, Heysel Stadion         | Belgium       | 2 – 1         | Franciaország | Eb-selejtező  | -             | Csapatkapitány |
| 11.           | 1967. március 22.    | Párizs, Parc des Princes         | Franciaország | 1 – 2         | Románia       | barátságos    | -             | 20'            |
|               | Összesen             |                                  |               | 11            | mérkőzés      |               | 0             | gól            |